# Tichwinka
Tichwinka (ros. Тихвинка) – rzeka w europejskiej części Rosji, w obwodzie leningradzkim, dopływ rzeki Siaś.
Długość: 144 km, obszar dorzecza – 2140 km², średni przepływ wody – 19,7 m³/s.
Główne miasto nad rzeką to Tichwin, od którego też pochodzi jej nazwa.